# 镇远专区
镇远专区，贵州省已撤消的专区。
1949年设置。在今贵州省东部。辖镇远、施秉、黄平、炉山、三穗、岑巩、天柱、锦屏、台江、剑河、雷山、余庆等12县。专员公署驻镇远县。1952年炉山县改设炉山县苗族自治区。1954年台江、雷山二县分别改设苗族自治区。1955年自治区改称自治县。1956年撤销，辖县划归黔东南苗族侗族自治州和遵义专区，各苗族自治县相应改县。 